# Boeing VC-25
Le Boeing VC-25 est un avion militaire américain construit à deux exemplaires pour le compte de l'US Air Force. Sa fonction principale est le transport intérieur et extérieur du Président des États-Unis. Dans ce cas de figure l'avion reçoit l'indicatif radio d'Air Force One.

## Historique

### Développement

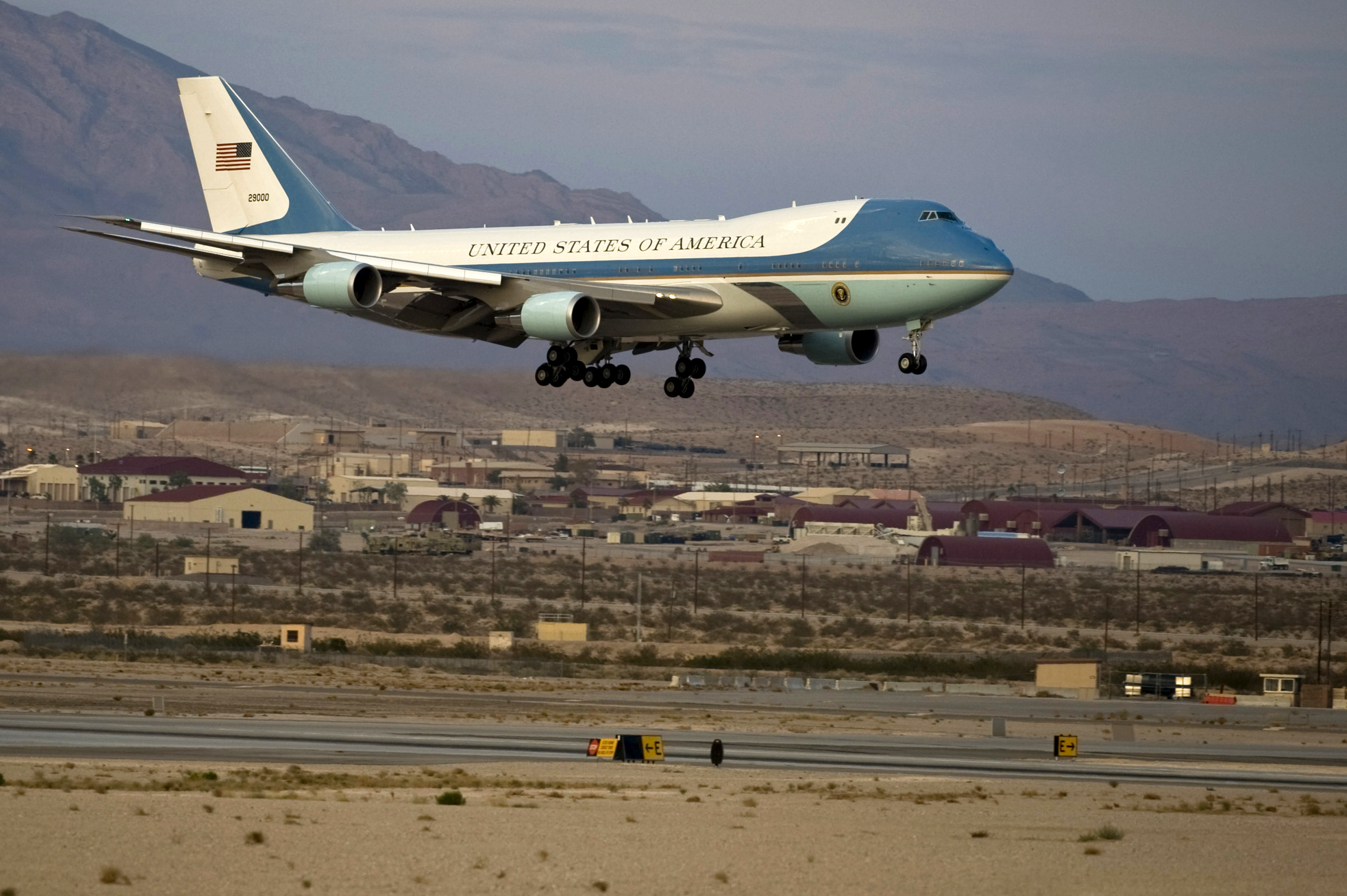
Boeing VC-25A se posant à Nellis AFB.

En 1985, l'US DoD décida de remplacer les deux Boeing VC-137C utilisés jusque-là comme avions de transport présidentiel. Deux modèles d'avions de ligne furent alors envisagés : le Boeing 747-200B et le McDonnell Douglas DC-10-30. Après un rapide examen des dossiers c'est le premier d'entre eux qui fut sélectionné et commandé à deux exemplaires.
Ils reçurent la désignation militaire de VC-25.
Plusieurs modifications majeures furent apportées afin de militariser les deux Boeing 747-200B. Outre un système permettant d'être ravitaillé en vol, les avions reçurent une avionique spécialement adaptée à leur future mission de transport présidentiel. Ainsi une liaison airborne very low frequency fut installée permettant aux avions de communiquer avec les submersibles nucléaires en immersion. Des systèmes de leurres thermiques furent également montés afin de protéger les avions contre la menace des missiles sol-air et air-air à guidage par IR.
Des transformations intérieures furent également apportées permettant aux avions de passer du standard d'avions de ligne à celui de transport présidentiel. Beaucoup de données sensibles sont encore inconnues ou partielles sur ce sujet.
Le premier vol du premier des deux Boeing VC-25 eut lieu le 26 janvier 1990. Il fut accepté au service par l'US Air Force en août de la même année.

### Service opérationnel
La première mission opérationnelle du premier des deux Boeing VC-25 eut lieu le 6 septembre 1990 au profit du président George H. W. Bush. Les deux Boeing VC-25 évoluent aussi bien pour les déplacements intérieurs qu'extérieurs du président américain. Ils accueillent par conséquent une partie de la délégation présidentielle, du cabinet présidentiel aux membres de l'US Secret Service.
Les deux Boeing VC-25 œuvrent pour le compte du 89th Airlift Wing, une unité de transport sise à Andrews AFB dans la proche banlieue de Washington-DC.

### Remplacement par le VC-25B
Le magazine en ligne Flight Global indiquait en octobre 2007 que l'Air Mobility Command de l'US Air Force étudiait déjà un possible remplaçant pour les deux Boeing 747 VC-25A dont les nouveaux Boeing 747-8 et Airbus A380. Le 7 janvier 2009, le  Materiel Command de l'US Air Force a émis une nouvelle demande de propositions (New Request For Proposals ou RFP) pour un avion de remplacement qui entrerait en service vers 2017, suivi par deux autres exemplaires en 2019 et 2021. Le 29 janvier 2015, l'US Air Force confirme que le futur avion présidentiel américain sera bien un Boeing 747-8. En effet, le cahier des charges imposait un appareil quadriréacteur de fabrication américaine, ce qui ne laissait aucun doute. Deux exemplaires vont être commandés et devraient entrer selon les prévisions d'alors en service vers 2023. Le 6 décembre 2016 le président élu Donald Trump annonce sur Twitter que le coût du nouveau 747 présidentiel s'élève à quatre milliards de dollars et demande l'annulation de la commande. Boeing rétorque que son contrat en cours (pour l'analyse des besoins des avions) avec l'Air Force est de 170 millions de dollars et non quatre milliards.
En 2018, le président Trump signe un contrat de 3.9 milliards comprenant les avions, les coûteux développements et les hangars.
Les 747-8 choisis sont des avions construits pour la compagnie aérienne russe Transaero qui n'ont jamais été livrés. Les travaux pour la conversion en VC-25B, appellation choisie pour cette version, ont commencé le 25 février 2020 pour le premier d'entre d'entre eux dans une installation de Boeing à San Antonio, il est prévu à cette date qu'il entre en service en 2024. Le coût total de programme est estimé, en 2019, à 5,2 milliards de dollars.

## Aspects techniques

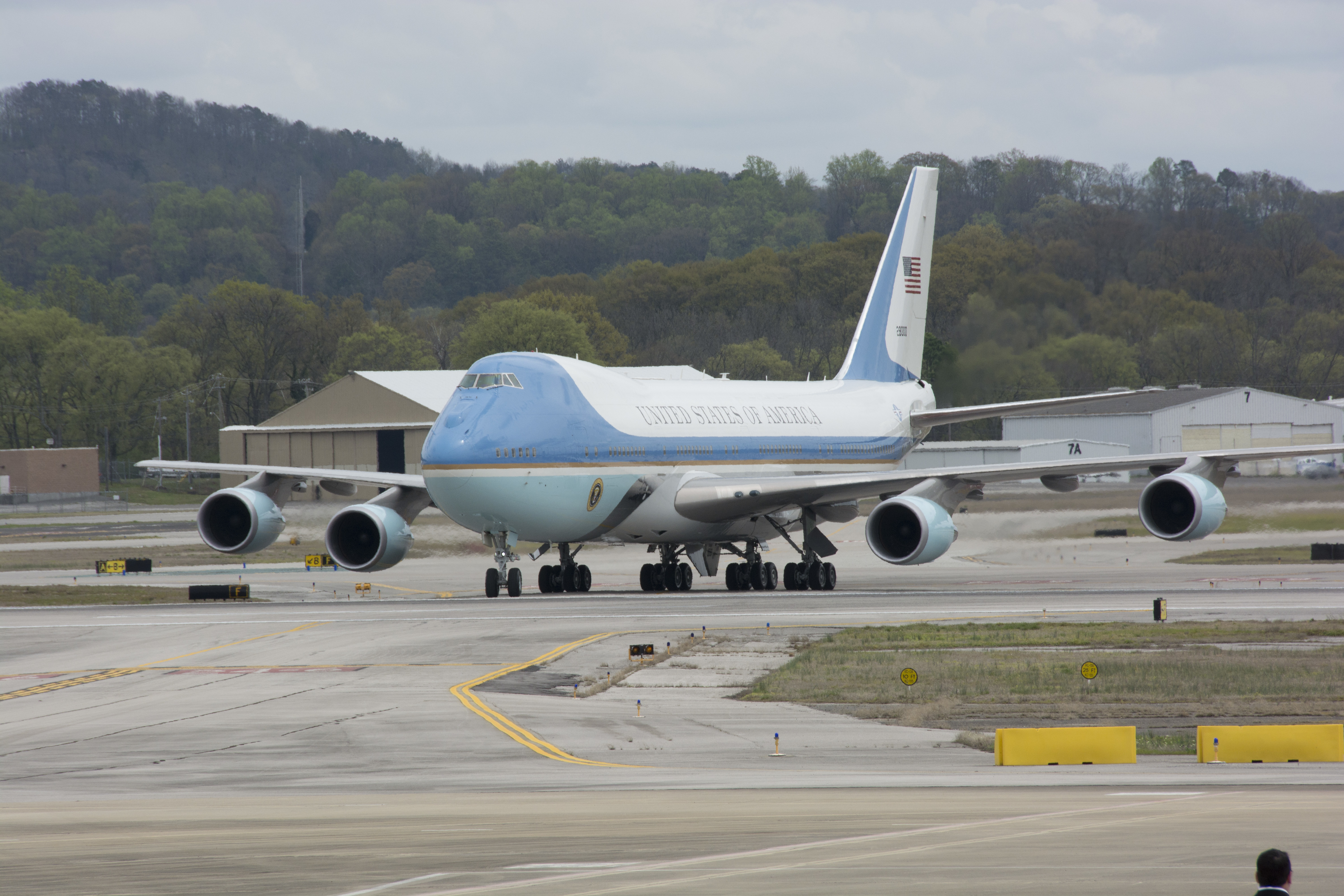
Boeing VC-25A au roulage.

### Description
Le Boeing VC-25 ressemble beaucoup au Boeing 747-200 dont il est issu. Il est porteur d'une livrée caractéristique à dominante bleue et gris blanchâtre. La bosse sur le nez de l'avion renferme le réceptacle de ravitaillement en vol.
Le Boeing VC-25 ne doit pas être confondu avec le Boeing E-4.

### Désignation
La désignation exacte des avions est Boeing VC-25A, la version VC-25B doit entrer en service vers 2024. Les deux avions portent respectivement les numéros d'identification 82-8000 et 92-9000.

## Culture populaire
De par son importance médiatique le Boeing VC-25 a été mis en lumière par le cinéma, notamment américain :
- Air Force One[9]
- Armageddon[10]
- Iron Man 3[11]
- White House Down[12]
- House of Cards
- Independence Day

Il a aussi été aperçu dans la scène de départ de l'épisode-pilote de la série policière américaine NCIS : Enquêtes spéciales.